# 人口問題
人口问题，即人口有关的问题。相关概念和事物有：
- 人口统计学
- 人口过多
- 人口老龄化
- 人口不足
- 性别比

## 各国

### 中国
- 中华人民共和国计划生育

### 印度
- 印度人口政策